# 美波わかな
美波 わかな（みなみ わかな、1994年3月1日 - ）は、日本の声優、舞台女優。旧芸名は金魚 わかな（きんぎょ わかな）。ギャラクシープロモーション所属。山口県下関市出身。

## 経歴
山口県立下関中央工業高等学校、ヒューマンアカデミー卒業。
2013年、オスカープロモーション・青二プロダクション・博報堂の3社が共同で立ち上げた「ブルーオスカープロジェクト」の一環で開催した、「全日本美声女コンテスト・声優発掘オーディション」に参加しファイナリストに選ばれた。
2014年4月、辻美優、花房里枝、希水しお、吉村那奈美、入江麻衣子、美波わかな、奥谷楓、大槻瞳で組まれた期間限定ユニットハニーチェガールズとして3か月間活動した。
同年12月舞台にて女優デビュー。
2015年、舞台「『K』第二章 -AROUSAL OF KING-」にアンサンブルで出演。千秋楽の上演中、体調不良という不測の事態で舞台進行ができない状況に陥り、中盤までは出演したものの途中20分の休憩を挟み舞台を降板。株式会社マーベラス会長、中山晴喜の謝罪を挟み、代理が裏で台詞を読みつつ観客は舞台上に美波がいる事を想像しながら進行する、という異例の事態になった。後日ブログ上にて謝罪。
同年10月3日に公開された映画『罪の余白』の主題歌「ダブルバインド」で歌手デビュー。
2016年よりアプリゲーム『8 beat Story♪』から誕生した声優アイドルユニット「8/pLanet!!」のメンバーとしても活動。メンバーの1人に同期の吉村那奈美がいる。
同年7月、Exys株式会社と自身が所属する事務所の共同プロデュースにより、YouTubeにチャンネルを開設、動画投稿を始めたが、のちにチャンネルが削除されている。
また個人のオフィシャルホームページも削除され、Amebaでのオフィシャルブログも2017年以降は更新していない。
2019年7月31日、青二プロダクションを退所、同年8月1日付けで響所属となり、同時に「金魚わかな」から「美波わかな」に改名した。
2024年4月30日を持って響とのマネージメント契約が満了したことを自身のSNSにて発表。所属事務所からも発表があった。
同年6月4日、ギャラクシープロモーションに所属になったと自身のSNSで発表。

## 人物
所持資格は情報技術検定3級、計算技術検定3級、普通自動車免許を持っている。
趣味は朝食作り、特技はガス切断、クッキー作りである。方言は山口弁（北九州寄り）である。
好きな食べ物は、フルーツと鰹節である。
好きなアニメには『〈物語〉シリーズ』を、好きなゲームには『ゴッドイーター』を挙げている。
前芸名の「金魚」という珍しい名字は本名である。その名は江戸時代に下関で回船問屋を営んでいた魚屋金蔵こと通称「魚金」という人物を先祖としていることに由来しており、「金魚」の名字はこの「魚金」をひっくり返したものである。しかし子供の頃は、名前のせいでよくからかわれたこともあって好きではなかったという。

## 出演
太字はメインキャラクター。

### テレビアニメ
2014年
- 旦那が何を言っているかわからない件（ホモォたち）

2015年
- ドラゴンボール超（2015年 - 2016年、客、女、メスカエル、子猫、マキ）
- コンクリート・レボルティオ〜超人幻想〜（パイロット）
- ONE PIECE 〜アドベンチャー オブ ネブランディア〜

2016年
- マクロスΔ（ミズキ・ユーリ、エリザベス、女性オペレーター）
- 三者三葉（女子E）
- TRICKSTER -江戸川乱歩「少年探偵団」より-（2016年 - 2017年、宍戸夢子）

2017年
- 妖怪アパートの幽雅な日常（若い女性A、女子生徒A、シンパ）
- 僕のヒーローアカデミア（2017年 - 2020年、女子高生、女性受験者、幼少・ミリオ、男子児童、女子生徒） - 3シリーズ
- ポケットモンスター サン&ムーン（2017年 - 2019年、エレキプリンセスA、ピコ、アブリー、ナギサ、マギアナ）

2018年
- 新幹線変形ロボ シンカリオン（2018年 - 2022年、速杉ハルカ、ミヤコ、三条ミノリ、川内ナギサ、Suicaのペンギン 他） - 2シリーズ
- カードキャプターさくら クリアカード編（生徒、観光客、リポーター、子ども）
- それいけ!アンパンマン（2018年 - 2021年、コン太、ネコ美、女の子、はみがきこちゃん〈初代〉）
- 若おかみは小学生!（森野友菜、ファン、マスコミの皆さん、女性客3、女性客2）
- バキ（生徒）
- ムヒョとロージーの魔法律相談事務所（フミエ）
- 爆釣バーハンター（那間グサ美）
- 進撃の巨人（子供）

2019年
- からくりサーカス（子供）
- フルーツバスケット（2019年 - 2021年、女子生徒） - 3シリーズ
- 可愛ければ変態でも好きになってくれますか?（幼少の慧輝）
- ちはやふる3（2019年 - 2020年、猪熊暉、白波会女子、女子生徒、女子選手、富士崎女子生徒 他）

2020年
- 異種族レビュアーズ（低級淫魔B）
- BanG Dream! 3rd Season（生徒）
- もっと!まじめにふまじめ かいけつゾロリ（2020年 - 2022年、うさぎちゃん、チー吉、マウル、ジュネ、甲ヒメ、さる丸 他） - 3シリーズ
- アルゴナビス from BanG Dream!（店員）
- ポケットモンスター（2020年 - 2023年、ナミ、ナギサ、マギアナ、レン、コンパン） - 2シリーズ + 特別編
- 安達としまむら（島田）
- D4DJシリーズ（2020年 - 2023年、放送委員、女生徒、お天気キャスター、女子生徒、女性客） - 2シリーズ+特別編
- カードファイト!! ヴァンガード外伝 イフ-if-（子供A）

2021年
- ぷっちみく♪ D4DJ Petit Mix（観客、レポーター、子犬、アナウンス）
- シャドーハウス
- 擾乱 THE PRINCESS OF SNOW AND BLOOD
- BLUE REFLECTION RAY/澪（少女）
- SHAMAN KING（2021年 - 2022年、マチルダ・マティス）
- ワンダーエッグ・プライオリティ（清美）
- 進化の実〜知らないうちに勝ち組人生〜（高宮美羽）
- プラチナエンド（アイドル2）

2022年
- 賢者の弟子を名乗る賢者（ウネコ）
- 組長娘と世話係
- 黒の召喚士（女）

2023年
- 最強陰陽師の異世界転生記（生徒B）

2024年
- SHAMAN KING FLOWERS（マチルダ・マティス）
- 異世界でもふもふなでなでするためにがんばってます。（シシリーの妹 / スピカ、ろくくん）
- 最凶の支援職【話術士】である俺は世界最強クランを従える（チェルシー）

2025年
- 全修。（女子C）

### 劇場アニメ
2018年
- 劇場版マクロスΔ 激情のワルキューレ（ミズキ・ユーリー、エリザベス、キュルル）
- 僕のヒーローアカデミア THE MOVIE 〜2人の英雄〜
- 若おかみは小学生!（森野友菜）

2019年
- 甲鉄城のカバネリ 海門決戦（ハリ、子供）
- それいけ!アンパンマン きらめけ!アイスの国のバニラ姫（オレンジアイスアンパンマン）
- 銀河英雄伝説 Die Neue These 星乱 一章（エルウィン・ヨーゼフ二世）
- 劇場版 新幹線変形ロボ シンカリオン 未来からきた神速のALFA-X（速杉ハルカ）

2020年
- 劇場版ポケットモンスター ココ（ココ〈赤ちゃん〉）

2021年
- 劇場版 BanG Dream! Episode of Roselia I：約束（観客）

2022年
- 映画かいけつゾロリ ラララ♪スターたんじょう（唐傘）

2023年
- 劇場版 Re:STARS 〜未来へ繋ぐ2つのきらぼし〜（マイ）

### Webアニメ
- 異世界居酒屋〜古都アイテーリアの居酒屋のぶ〜（2018年、エーファの妹、客）
- ポケモンマスターズ トレーナー大集結スペシャルアニメーション（2019年、コルニ[24]）
- PLUTO（2023年、アリ)

### ゲーム
2015年
- ウチの姫さまがいちばんカワイイ（緑恵姫 ニキータ・フリーチェ）
- けものフレンズ（ガウル、ヒラコテリウム、ジェンツーペンギン）

2016年
- 8 beat Story♪（姫咲杏梨）
- 放課後ガールズトライブ（扇佳澄）

2017年
- エンドライド -X fragments-（ルーシー）
- 天華百剣 -斬-（武蔵正宗）

2018年
- 名探偵ピカチュウ
- GOD EATER RESONANT OPS（麻野ユズカ）
- モン娘☆は〜れむ（クララ）
- 大乱闘スマッシュブラザーズ SPECIAL（ポケモントレーナー〈女〉）

2019年
- ポケモンマスターズ / EX（2019年 - 2022年、コルニ）
- ゴエティアクロス（イエロパエル）
- グランドサマナーズ（神弧の画聖スミレ）

2020年
- 黒騎士と白の魔王（ルサールカ）
- ちょいと召喚✩モンスターバスケット！（2020年 - 2022年、アスタロト、アールマティ、アンドロメダ、イシス）

2021年
- アニマエ・アルケー（紬、絶無）
- 蒼藍の誓い ブルーオース（ル・マラン、ル・テリブル）
- パズルガールズ（アークロイヤル、ウィチタ）
- 三国志外伝：戦姫覚醒（兀突骨）
- D_CIDE TRAUMEREI（針尾凛）
- ドールズフロントライン（CAR）

2022年
- ヘブンバーンズレッド（ジャスミン）
- 小林さんちのメイドラゴン 炸裂!!ちょろゴン☆ブレス（スカーレット・オルセン、YA-121 TypeC型）

2023年
- 帰ってきた 名探偵ピカチュウ（ソフィア・グッドマン）

2024年
- マクロス -Shooting Insight-（ミズキ・ユーリ）

2025年
- ROAD59 -新時代任侠区- 摩天楼モノクロ抗争（氷室涼香）

### ドラマCD
- セガ・ハード・ガールズ（2015年、メガCD2）
- 8 beat story♪ドラマCDvol.1「出会いと始まりの物語」（姫咲杏梨）
- アニメ『ウマ娘プリティーダービー』 サイドストーリー EXTRA DERBY02（ウマ娘A）

### 吹き替え

#### 映画
- 名探偵ピカチュウ（2019年、メタモン[36]、イーブイ[37]、ブースター[要出典]）

#### アニメ
- SING/シング（2016年、ジョーイ、ロッコ）
- SING/シング：ネクストステージ（2021年）
- フェ〜レンザイ -神さまの日常-（2023年、リュウチョウ）

### 舞台
- くるくると死と嫉妬（2014年12月3日 - 11日、あうるすぽっと） - 黒い服の女の子 役[38]
- 神様はじめました THE MUSICAL♪（2015年3月21日 - 29日、東京芸術劇場プレイハウス） - 小梅 役
  - 神様はじめました THE MUSICAL♪ 2016（2016年1月15日 - 21日、AiiA 2.5 Theater Tokyo）[39]
- 『K』第二章 -AROUSAL OF KING-（2015年8月5日 - 15日・8月19日 - 22日、AiiA 2.5 Theater Tokyo・大阪メルパルクホール） - アンサンブル・雪染菊理 役[40]
- FLYING PIRATES ネバーランド漂流記-featuringGUY'S-（2016年3月26日 - 27日、サンリオピューロランド） - ヒロイン・水野曜 役
- つかこうへい七回忌追悼特別公演「リング・リング・リング」（2016年6月23日 - 30日、全労済ホール / スペース・ゼロ） - グー金魚 役
- 舞台 増田こうすけ劇場 ギャグマンガ日和 〜奥の細道、地獄のランウェイ編〜（2017年2月15日 - 21日、ラフォーレミュージアム原宿） - ろくろ首 役
- 舞台版あいたま（2018年6月13日 - 17日、恵比寿・エコー劇場） - 九条カリン 役[41]
- ROAD59 -新時代任侠特区-（なかのZERO 大ホール、2020年12月24日 - 27日） - 氷室涼香 役

### イベント
- TAKE ON ME vol.5 〜Girls Music Lab〜（2016年5月15日[42]）
- 8/pLanet!! 1st Single「ファンタジア」発売記念@タワーレコード渋谷店B1F（2016年6月11日[43]）

### 雑誌
- 『光文社』（女性自身 VOL.1 - VOL.3）2014年5月13日 - 2014年6月10日 美容シャンプーハニーチェコラム

### ラジオ
- ROAD59 河内美里 美波わかな 加藤里保菜 の22時からのひそひそ話♡（2023年7月2日 - 2024年1月28日、ラジオ大阪・OPENREC.tv）

### インターネットラジオ
- シスターサファイリーズ（2015年11月12日 - 2016年10月27日、ラジ友）
- ROAD59 -新時代任侠特区- お嬢のよりみちラジオ（2021年3月17日 - 2022年11月18日、HiBiKi Radio Station）

### インターネットテレビ
- 金魚チャンネル（2015年9月16日 - 2016年6月17日[44]）
- エビストニュース（2016年 - ）※回替わりパーソナリティ[45]

### デジタルコミック
2018年
- モーションコミック「マリン・エクスプレス」（メンバーB）

2019年
- 絶叫学級 転生（玲）
- 神様になれる日まで（千代）
- 0点のキス（夏帆）
- ご主人様にごほうび（明治心）
- ふたりのポラリス（天宮星）

2020年
- となりの部屋のパリピ先輩（一色唯愛）
- そんな君に。（神野さん）
- 占い師の悩み事（少年）

2021年
- うちの上司は見た目がいい（穂坂）
- 桜井さんは気づいてほしい（クラスメイト）

### 広報大使
- LIB JAPAN Honeyce'Girls（2014年）

### その他
- 温泉むすめ（2017年、玉川百合亜[49]）
- ネーミングバラエティー 日本人のおなまえっ!（2017年）

## ディスコグラフィ

### 配信限定シングル
|     | 発売日         | タイトル      |
| --- | -------------- | ------------- |
| 1st | ダブルバインド | 2015年9月16日 |

### タイアップ
| 楽曲           | タイアップ             | 時期   |
| -------------- | ---------------------- | ------ |
| ダブルバインド | 映画『罪の余白』主題歌 | 2015年 |

### キャラクターソング
| 発売日         | 商品名          | 歌 | 楽曲                                  | 備考                          |
| -------------- | --------------- | --- | ------------------------------------- | ----------------------------- |
| 2016年6月8日   | ファンタジア    | 8/pLanet! | 「ファンタジア」                      | ゲーム『8 beat Story♪』主題歌 |
| 2016年6月8日   | ファンタジア    | 桜木ひなた（社本悠）、水瀬鈴音（吉井彩実）、姫咲杏梨（金魚わかな）、星宮ゆきな（和氣あず未）、源氏ほたる（吉村那奈美） | 「BoyFriend」                         | ゲーム『8 beat Story♪』関連曲 |
| 2016年10月19日 | Halloween☆Night | 8/pLanet! | 「Halloween☆Night」                   | ゲーム『8 beat Story♪』関連曲 |
| 2016年10月19日 | Halloween☆Night | 桜木ひなた（社本悠）、水瀬鈴音（吉井彩実）、姫咲杏梨（金魚わかな）、星宮ゆきな（和氣あず未）、源氏ほたる（吉村那奈美） | 「スクールディスコ」                  | ゲーム『8 beat Story♪』関連曲 |
| 2016年10月19日 | Halloween☆Night | 桜木ひなた（社本悠）、姫咲杏梨（金魚わかな）、星宮ゆきな（和氣あず未）、神楽月（吉岡美咲）、源氏ほたる（吉村那奈美）   | 「初恋チェリーブロッサム」            | ゲーム『8 beat Story♪』関連曲 |
| 2016年11月23日 | BLUE MOON       | 8/pLanet! | 「BLUE MOON」                         | ゲーム『8 beat Story♪』関連曲 |
| 2016年11月23日 | BLUE MOON       | 桜木ひなた（社本悠）、水瀬鈴音（吉井彩実）、神楽月（吉岡美咲）、橘彩芽（青野菜月）、姫咲杏梨（金魚わかな）             | 「カナエルミライ」                    | ゲーム『8 beat Story♪』関連曲 |
| 2016年12月14日 | ハピ♡メリ       | 8/pLanet! | 「ハピ♡メリ」                         | ゲーム『8 beat Story♪』関連曲 |
| 2017年4月12日  | DREAMER         | 8/pLanet! | 「DREAMER」                           | ゲーム『8 beat Story♪』関連曲 |
| 2017年8月30日  | Rooting for You | 8/pLanet! | 「Rooting for You」 「Lovely Summer」 | ゲーム『8 beat Story♪』関連曲 |
| 2017年11月15日 | 『8』           | 8/pLanet! | 「Days」                              | ゲーム『8 beat Story♪』関連曲 |
| 2019年4月17日  | 百華繚乱        | 江雪左文字（佐藤亜美菜）、小烏丸（大和田仁美）、武蔵正宗（金魚わかな）                                                 | 「夏色紋様」                          | ゲーム『天華百剣 -斬-』関連曲 |
| 2019年5月15日  | Precious Notes  | 8/pLanet! | 「Precious Notes」                    | ゲーム『8 beat Story♪』関連曲 |
| 2021年7月21日  | 百華繚乱 参     | 小豆長光（新田ひより）、謙信兼光（朝井彩加）、武蔵正宗（美波わかな）                                                   | 「揺らして！お月見ナイト」            | ゲーム『天華百剣 -斬』関連曲  |

### その他参加楽曲
| 発売日        | 商品名           | 歌               | 楽曲               | 備考 |
| ------------- | ---------------- | ---------------- | ------------------ | ---- |
| 2020年8月26日 | 羞恥心に殺される | 乱躁滅裂ガールズ | 「乱躁滅裂ガール」 |      |

### シリーズ一覧
1. ↑  第2期（2017年）、第3期（2018年）、第4期（2019年 - 2020年）
2. ↑  第1期（2018年 - 2019年）、第2期『新幹線変形ロボ シンカリオンZ』（2021年 - 2022年）
3. ↑  第1期『1st season』（2019年）、第2期『2nd season』（2020年）、第3期『The Final』（2021年）
4. ↑  第1シリーズ（2020年）、第2シリーズ（2021年）、第3シリーズ（2022年）
5. ↑  テレビシリーズ（2020年 - 2022年）、特別編『遥かなる青い空』（2022年）、『めざせポケモンマスター』（2023年）
6. ↑  第1期『First Mix』（2020年 - 2021年）、特別編『Double Mix』（2022年）、第2期『All Mix』（2023年）

### ユニットメンバー
1. 1 2 3 4  桜木ひなた（社本悠）、水瀬鈴音（吉井彩実）、神楽月（吉岡美咲）、橘彩芽（青野菜月）、姫咲杏梨（金魚わかな）、星宮ゆきな（和氣あず未）、源氏ほたる（吉村那奈美）、メイ（澤田美晴）
2. ↑  桜木ひなた（社本悠）、水瀬鈴音（天野聡美）、神楽月（吉岡美咲）、橘彩芽（山下七海）、姫咲杏梨（金魚わかな）、星宮ゆきな（和氣あず未）、源氏ほたる（吉村那奈美）、メイ（澤田美晴）
3. ↑  天音みほ、安齋由香里、星咲花那、堀越せな、美波わかな